# 山形健
山形 健（やまがた けん）は、日本の元AV男優。2011年に引退。

## 人物
- 中年でありながらも、鍛え上げられたボディとデカマラを持つ[2]。
- 射精の量が多く、「ザーメン・ドレッシング」と言われる[2]。
- 陸上自衛隊、コンピューターシステム管理オペレーターを経て、35歳でAV男優に転職[3]。
- セルビデオ・バブルが始まり、泥臭い男優需要とともに、絡み男優になった[3]。
- 多くのセルビデオ、レイプ系、芝居系のAVで活躍した[3]。
- 「AV男優友の会」と言う、当時の素人男優をリスト化して、セルビデオ現場に派遣するエキストラ集団を作った。現在の汁男優派遣業の最初の集団であるが、プロとアマチュアのギャップによるトラブルが多くなり、山形自身が集団の維持をしなかったため、空中分解した[3]。
- 中国では、司会者の畢福剣に顔が似ていることで知られている。
- 男優名が冠になったAVが発売されている[4][5]。